# Al Anderson
Albert "Al" Anderson (ur. 11 października 1950 w Nowym Jorku) – amerykański gitarzysta, znany przede wszystkim jako członek zespołu Bob Marley & The Wailers w latach 1974–1976 oraz 1978–1981; po śmierci Boba Marleya dołączył do The Wailers Band, natomiast w roku 2008 wspólnie z Juniorem Marvinem założył własną grupę nawiązującą do tradycji Wailersów, pod nazwą The Original Wailers. Brat Mela "Star" Andersona, pierwszego perkusisty heavymetalowej formacji Twisted Sister.

## Życiorys
Urodził się w Nowym Jorku, w muzykalnej rodzinie: ojciec był basistą w zespole R&B, matka śpiewała w kościelnym chórze. Przygodę z muzyką rozpoczął od nauki gry na puzonie w Mountclair High School w New Jersey. Po tym jak został wyrzucony z liceum, przez kilka miesięcy uczęszczał jako wolny słuchacz na zajęcia na renomowanym uniwersytecie muzycznym Berklee College of Music w Bostonie. Jako gitarzysta i basista występował z formacją The Centurions, gdzie został zauważony przez Chrisa Wooda, członka znanej brytyjskiej grupy rockowej Traffic. Będąc pod wrażeniem gry Andersona, Wood zaprosił go do londyńskiego studia wytwórni Island Records, aby wziął udział w nagraniach na nowy album zespołu. Ostatecznie projekt ten nie został zrealizowany (Traffic zakończyło działalność), jednak Anderson pozostał w stolicy Anglii i podpisał kontrakt z Island jako gitarzysta studyjny.
Jesienią 1974 roku został zaangażowany do nagrań na płytę Natty Dread, najnowsze wydawnictwo gwiazdy muzyki reggae Boba Marleya i jego grupy The Wailers. W czerwcu i lipcu 1975 roku uczestniczył w promującej krążek trasie koncertowej Natty Dread Tour. Na początku 1976 roku, po zakończeniu sesji nagraniowych na kolejny album studyjny, Rastaman Vibration, opuścił zespół (jego miejsce zajął Donald Kinsey). Jak tłumaczył po latach, głównym powodem odejścia był konflikt z menedżerem grupy Donem Taylorem, któremu zarzucał chciwość i brak szacunku dla muzyków.

Nie chciałem mieć nic wspólnego z Donem Taylorem. On dążył do podziałów między nami, chciał żebyśmy stracili do siebie wzajemny szacunek. Płaszczył się przed Bobem. A to wszystko dla pieniędzy. Zresztą, wokół kręciło się wielu takich "menedżerów" i "dyrektorów", którzy pragnęli zawłaszczyć sobie Boba.

Następnie Anderson dołączył do formacji Word, Sound & Power, założonej by stanowić instrumentalne zaplecze dla Petera Tosha, byłego współzałożyciela The Wailers. Wziął udział w nagraniach na dwa pierwsze solowe albumy wokalisty, Legalize It (1976) oraz Equal Rights (1977). W roku 1978 ponownie zasilił szeregi Wailersów, biorąc udział w pamiętnym kwietniowym koncercie One Love Peace, a niedługo potem w trzymiesięcznym tournée Kaya Tour. Zagrał na dwóch kolejnych albumach studyjnych, Survival (1979) i Uprising (1980); wziął udział w trasach koncertowych Babylon by Bus Tour, Survival Tour oraz Uprising Tour.
Po śmierci Marleya w maju 1981 roku, wraz z pozostałymi Wailersami utworzył formację The Wailers Band, mającą na celu kontynuowanie tradycji zespołu. Ponadto, współpracował m.in. z Benem Harperem, Lauryn Hill, Stevie Wonderem oraz zespołami Steel Pulse i Third World. W roku 2008, w wyniku ciągnącego się sporu o nieuregulowane gaże sprzed kilkunastu lat, opuścił The Wailers Band i wraz z Juniorem Marvinem założył własną grupę pod nazwą The Original Wailers.

Wciąż są mi winni 10 tysięcy dolarów, za drugą część trasy koncertowej Legend Tour. Family Man [Aston Barrett, współzałożyciel i lider The Wailers Band] spotkał tę groupie z Baltimore [Jennifer Miller], pieprzoną wariatkę. Wymyśliła sobie, że będziemy dla niej żyłą złota, i dopięła swego. Zawróciła mu w głowie, owinęła go sobie wokół palca. Ożenił się z nią i mają siedmioro dzieci. Powierzył jej całą kontrolę nad zespołem, ona prowadziła wszystkie finanse, przeliczała nasze ciężko zarobione pieniądze. Przywłaszczyła sobie moją gażę za 6 miesięcy tournée. (...) Przecież ona nie ma pojęcia o reggae, nawet nie lubi muzyki Marleya. Przyznała mi to prosto w twarz. Powiedziała: "Nie słucham muzyki Boba Marleya". Odpowiedziałem: "W takim razie, dlaczego do cholery mieszasz się do całego tego interesu?" Odparła: "Dla pieniędzy", i dodała, że mogę sobie ją pozwać do sądu, ponieważ nie zamierza zapłacić tego, co jest mi winna. Ale ja, zamiast ją pozywać, odszedłem i założyłem The Original Wailers; tym się teraz zajmuję.